# Il caimano
Il caimano ("De kaaiman") is een Italiaanse tragikomische film, uitgebracht in 2006. De film, die deels draait om de grillen van Silvio Berlusconi (bijgenaamd "de kaaiman"), werd uitgebracht vlak voor de Italiaanse verkiezingen van 2006, waarin Berlusconi het onderspit delfde. Het werd een van de meest succesvolle films van dat jaar in Italië.

## Verhaal
Het verhaal draait om Bruno Bonomo, die in de jaren 70 verschillende B-films produceerde. Tien jaar na zijn (volledig geflopte) laatste film, besluit hij opnieuw een film te gaan maken van een script wat hij van een jonge vrouw in zijn handen geduwd krijgt. Nadat hij het script vrijwel ongelezen heeft aangeprezen bij woordvoerders van televisiezender RAI, slaat de schrik hem om het hart wanneer hij erachter komt dat het script over het leven van Berlusconi blijkt te gaan.
Naast de tegenslagen die Bonomo vervolgens ondervindt bij het maken van de film, is ook de aanstaande scheiding tussen Bonomo en zijn vrouw, van wie hij nog steeds lijkt te houden, een rode draad door de film.